# Mixtèques
 (mai 2015).

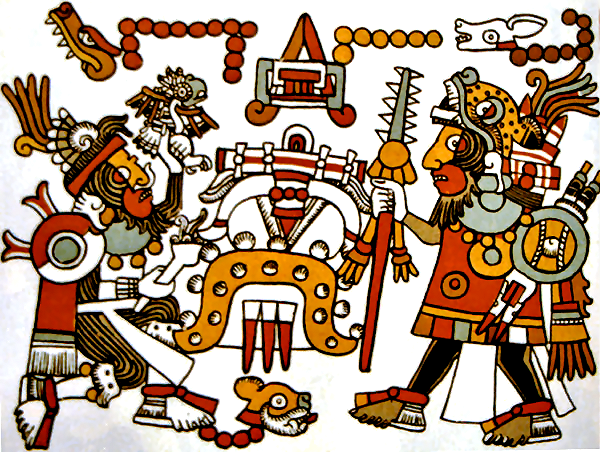
Le roi et seigneur de guerre mixtèque Huit-Cerf Griffe d'Ocelot (à droite). Rencontre avec quatre Jaguars, illustration extraite d’un texte précolombien, le Codex Zouche-Nuttall.

Les Mixtèques (prononcé « Michtèques », en espagnol Mixtecos) constituent un peuple indigène de Mésoamérique dont les descendants habitent toujours les États de Oaxaca, de Guerrero et de Puebla. Cette aire culturelle, dont l'unité est linguistique, est connue sous le nom de La Mixteca.
L'ethnonyme « mixtèque » (mixteco en espagnol) provient du mot nahuatl Mixtecapan signifiant « territoire du peuple des nuages ».
Les Mixtèques se désignent eux-mêmes sous le nom de ñuu savi, ñuu djau, ñuu davi, naa savi, etc., suivant la variante locale de leur langue, le sa'an davi, da'an davi ou le tu'un savi ; dans son histoire des Mixtèques, Kevin Terraciano utilise le terme Ñudzahui, qu'il traduit par « peuple du pays de la pluie ».
Les langues mixtèques représentent une branche importante de la famille des langues oto-mangues, comme celle de leurs voisins Zapotèques.

## Géographie

La Mixteca à l'époque postclassique

La région mixtèque correspond aujourd'hui à l'Ouest de l'État de l'Oaxaca, au Mexique, avec des communautés mixtèques installées dans la région voisine de Puebla au nord-ouest et également dans le Guerrero. Les Mixtèques et leur pays d'origine sont souvent divisés en trois zones géographiques et culturelles : la Mixteca Alta, les hautes terres mixtèques dans les montagnes de l'ouest de la vallée d'Oaxaca, la Mixteca Baja, les plaines mixtèques situées au nord et à l'ouest de ces hautes terres, et la Mixteca de la Costa, dans les plaines du sud et sur les côtes de l’Océan Pacifique. Pendant la plus grande partie de l'histoire mixtèque, l'Alta Mixteca a été la force politique dominante, avec les capitales de la nation mixtèque situées au centre des hautes terres. La vallée d'Oaxaca elle-même fut souvent une région frontalière contestée, dominée parfois par les Mixtèques et parfois par leurs voisins de l'Est, les Zapotèques.
L’ancienne grotte de Coixtlahuaca connue sous le nom de pont de Ndaxagua est un lieu sacré important pour les Mixtèques.

## Histoire

### Sources
L'histoire mixtèque nous est relativement bien connue grâce à une série de codex : le Codex Vindobonensis, le codex Bodley, le Codex Zouche-Nuttall, le Codex Selden. L'archéologue mexicain Alfonso Caso est le premier à avoir reconnu que ces manuscrits contenaient de nombreuses informations sur l'histoire de la civilisation mixtèque.

### Époque préhispanique

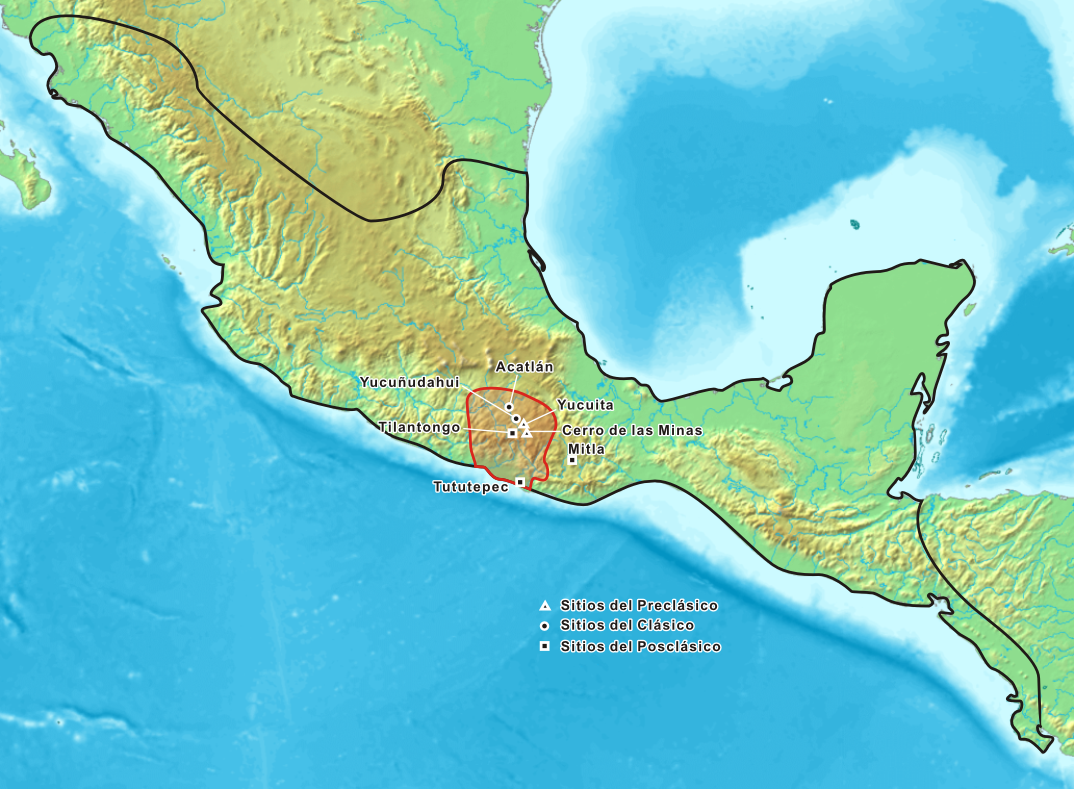
Carte du pays mixtèque historique. Les sites archéologiques de la période préclassique sont représentés par un triangle, les sites de l’époque classique par un point rond et ceux de la période postclassique, par un carré.

À l’époque  précolombienne, les Mixtèques ont fondé l'une des plus grandes civilisations de Mésoamérique. Les centres importants de l'antiquité mixtèque sont l'ancienne capitale de Tilantongo, ainsi que les sites d’Achiutla, Cuilapan, Huajuapan, Tlaxiaco, Tututepec, Juxtlahuaca et Yucuñudahui. Les Mixtèques ont également réalisé d’importantes constructions dans les villes zapotèques de Mitla et Monte Albán.

#### Postclassique ancien
Au début du Xe siècle, ils occupèrent le bassin d'Oaxaca et chassèrent vers l'est les Zapotèques. Leur civilisation a influencé fortement celle des autres peuples du Mexique précolombien. Ils utilisaient des techniques agricoles et un calendrier semblable à celui des Aztèques.
Parmi les trois aires géographiques et culturelles de la Mixteca, la Mixteca Alta était celle qui dominait politiquement la région. Au sud, les Mixtèques prirent part à la civilisation maya en déclin, et, au nord, ils défendirent leur indépendance contre les triples alliances successives des peuples de la vallée de Mexico.

#### Postclassique récent
Vaincus par les Mexicas au XVe siècle, de nombreux Mixtèques payèrent un tribut à la triple alliance, même si certaines villes mixtèques ne sont pas toutes devenues tributaires des Aztèques.

### Époque coloniale
Ils ont opposé une résistance acharnée à la domination étrangère jusqu'à leur défaite face à l'Espagne et ses alliés du centre du Mexique dirigés par Pedro de Alvarado.

### Époque contemporaine

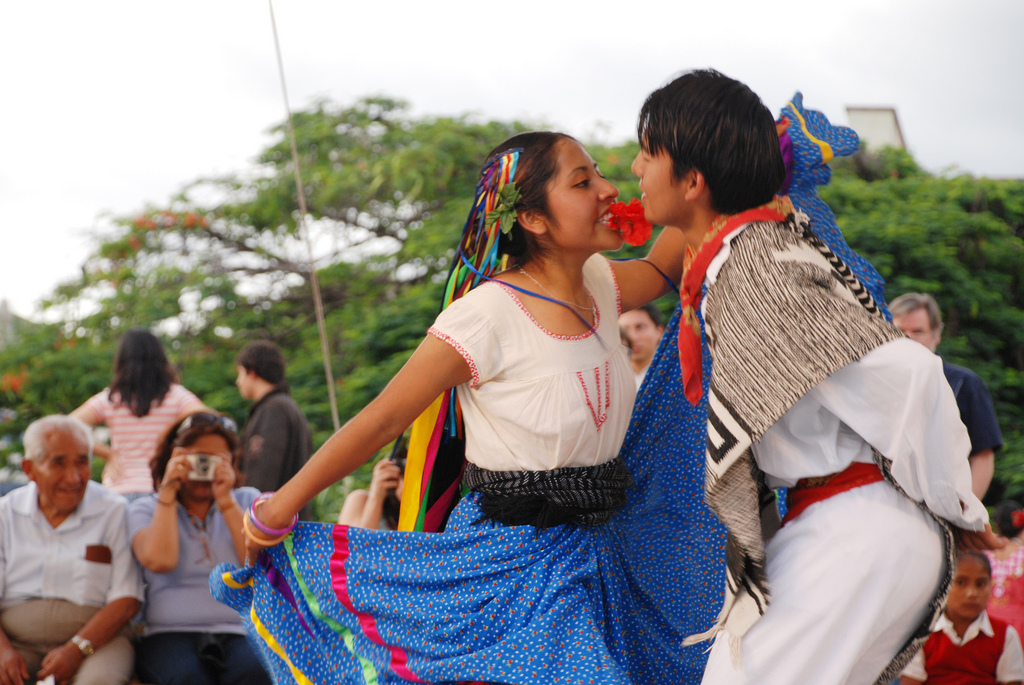
Couple de danseurs du groupe folklorique mixtèque Centéotl dansant le jarabe en 2009.

Aujourd'hui, les Mixtèques ont émigré vers différentes parties du Mexique et vers les États-Unis. Ces dernières années il s’est produit un exode massif des populations autochtones d’Oaxaca, comme les Zapotèques et les Triquis, qui sont devenus l'un des groupes d’Amérindiens les plus nombreux aux États-Unis. D'importantes communautés mixtèques vivent à la  frontière dans les villes de Tijuana, San Diego et Tucson. Les communautés mixtèques sont généralement décrites comme trans-nationales ou trans-frontière à cause de leur capacité à maintenir et réaffirmer des liens sociaux entre leur pays indigène d'origine et la communauté de la diaspora.

## Langue et codex

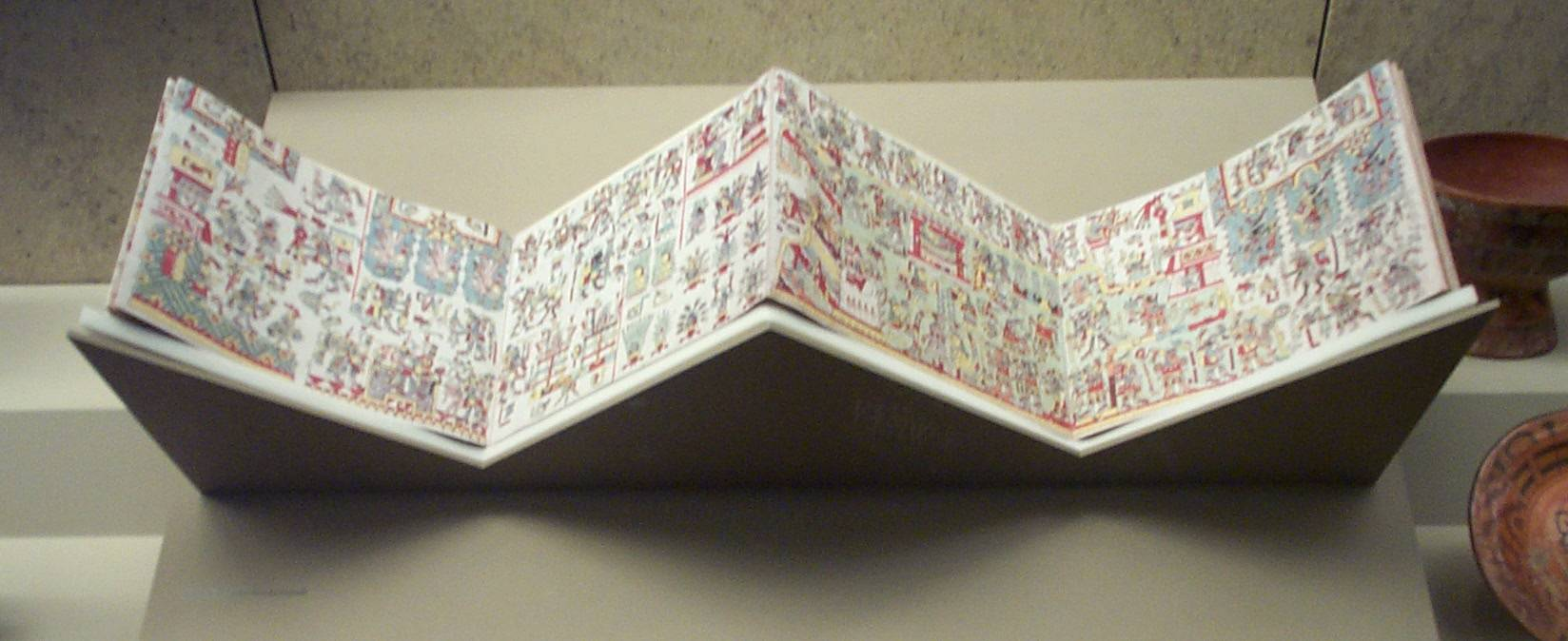
Le Codex Zouche-Nuttall, un fragment de texte en écriture mixtèque précolombienne, actuellement au British Museum.

On estime que les langues mixtèques (dans leurs nombreuses variantes) étaient parlées par environ 300 000 personnes à la fin du XXe siècle, bien que la majorité des locuteurs du mixtèque aient également au moins une connaissance pratique de la langue espagnole. Certaines langues mixtèques sont désignées par des noms autres que celui de mixtèque, notamment le cuicatèque (cuicateco) et le triqui (ou trique).
Les Mixtèques laissèrent une mémoire pictographique de l'histoire militaire et sociale à travers leurs codex, dans lequel ils ont écrit leur histoire et leur généalogie sur des peaux de daim dans des livres pliants « en accordéon » sous forme de dessins phonétiques (beaucoup de ces codex sont parvenus jusqu'à nous). L'histoire la plus connue des codex mixtèques est celle du seigneur Huit-Cerf Griffe d'Ocelot, nommé d'après le jour où il est né (en mixtèque : Iya Nacuaa Teyusi Ñaña) et dont l'histoire épique est racontée dans plusieurs manuscrits, notamment le Codex Bodley et le Codex Zouche-Nuttall. Il a réussi à conquérir et à unifier la plus grande partie de la région mixtèque.

## Arts et culture

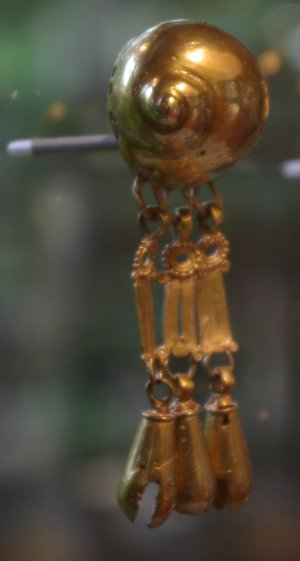
Pendentif en coquille d'escargot, 900-1520 de notre ère, en or, Musée Dumbarton Oaks, à Washington, DC

La culture mixtèque fut florissante dans le sud du Mexique du IXe au XVIe siècle et les Mixtèques eux-mêmes étaient réputés être les meilleurs artisans du Mexique. Leur travail du métal et de la pierre, par exemple, resta inégalé.
En 1520, lors d'une exposition à Bruxelles sur les œuvres d'art mixtèque, (Cortés avait envoyé à Charles Quint plusieurs cadeaux qu'il avait reçus lui-même de Moctezuma II) le peintre Albrecht Dürer fut très impressionné par la haute qualité artistique qu'avait produit cette civilisation et par les statues zapotèques.
La plupart de ces œuvres d'art sont malheureusement aujourd'hui perdues, car fondues par les Espagnols. Les compositions de plumes, les poteries peintes aux motifs polychromes, le tissage et la broderie de tissus faisaient partie des arts dans lesquels ils étaient passés maîtres. Ils étaient également connus pour leur maîtrise exceptionnelle de la bijouterie, dans laquelle figurent en bonne place l'or et les turquoises. La production d'orfèvrerie mixtèque constituait une partie importante du tribut que les Mixtèques ont dû payer aux Aztèques, durant certaines périodes de leur histoire.

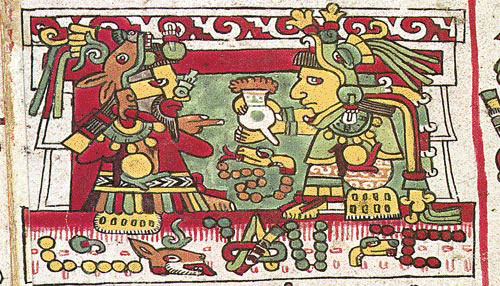
Deux chefs mixtèques, dont les têtes sont couvertes d'une dépouille animale, buvant du cacao
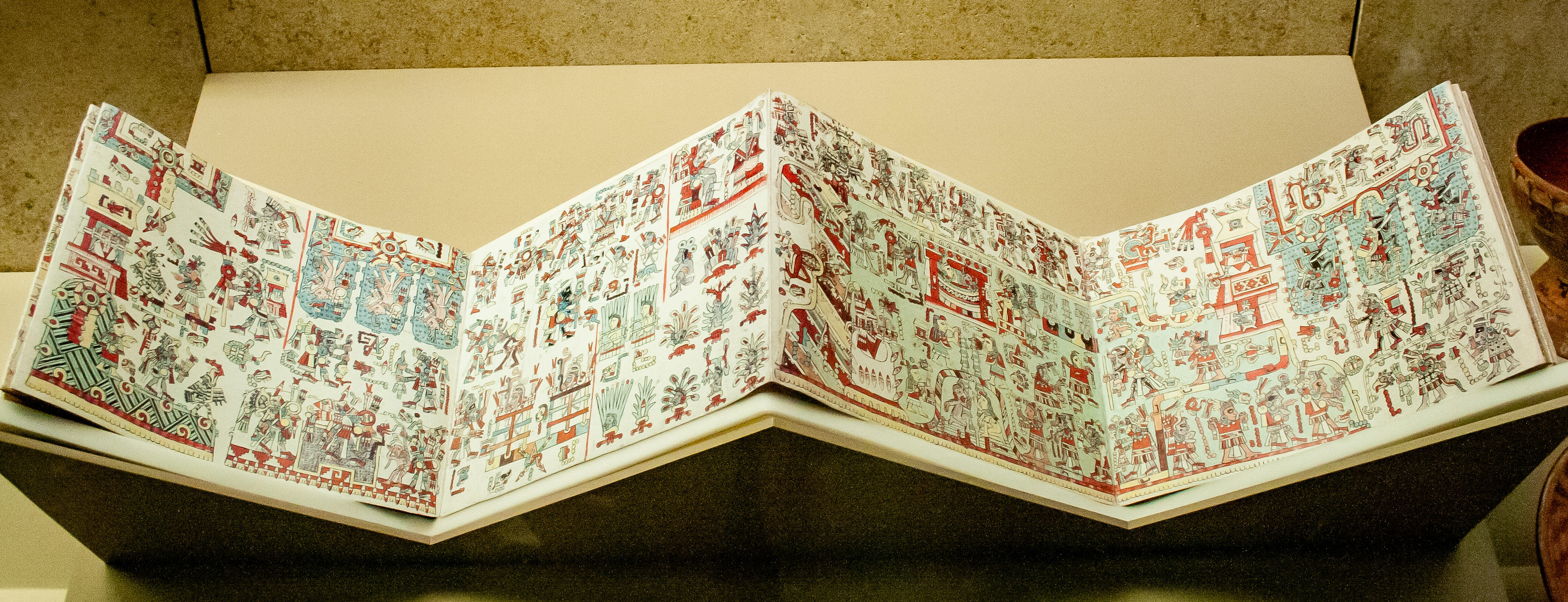
Le codex Zouche-Nuttall, exemple précolombien d'écriture mixtèque (British Museum)
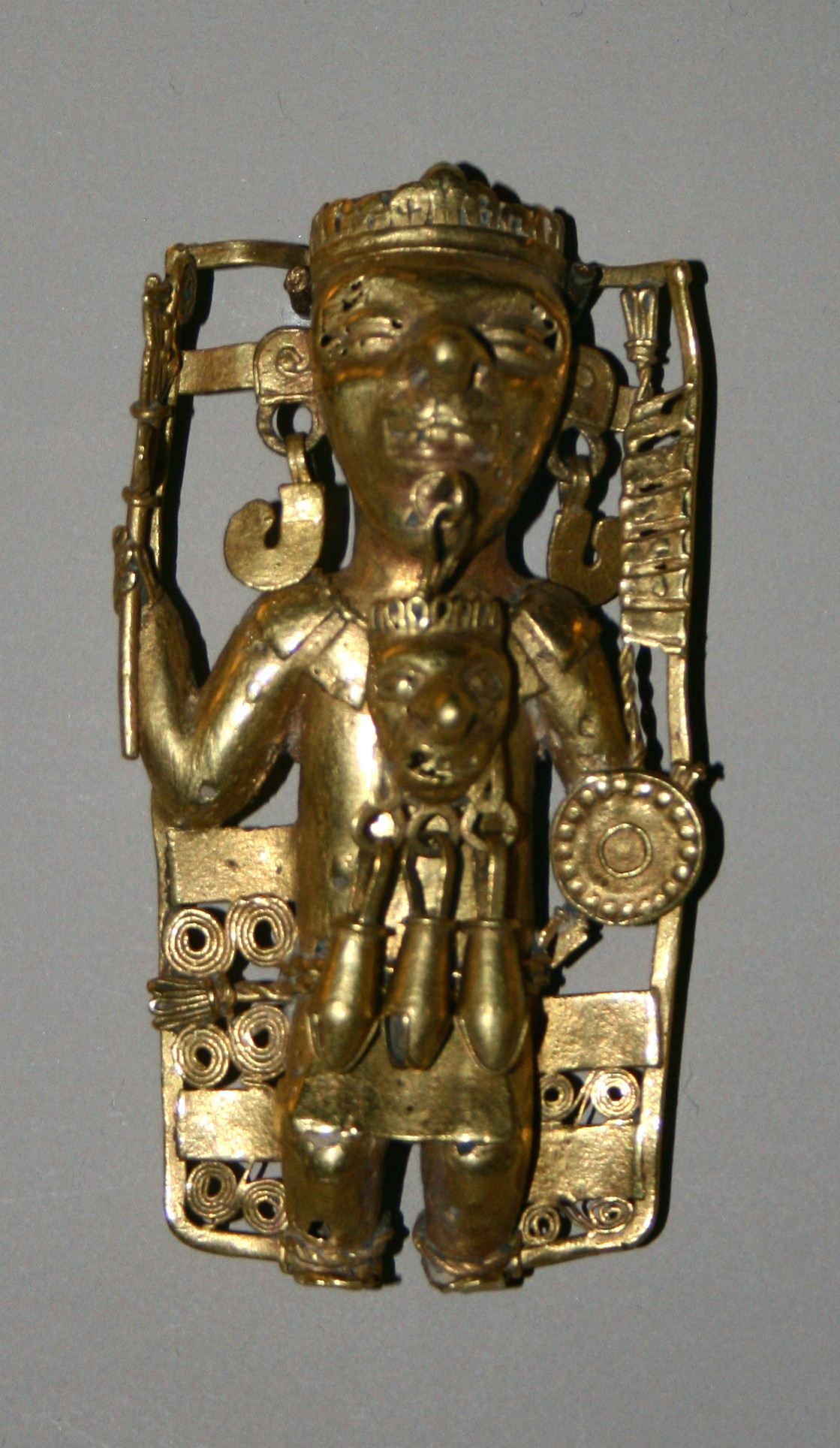
Métallurgie mixtèque : pendentif en or
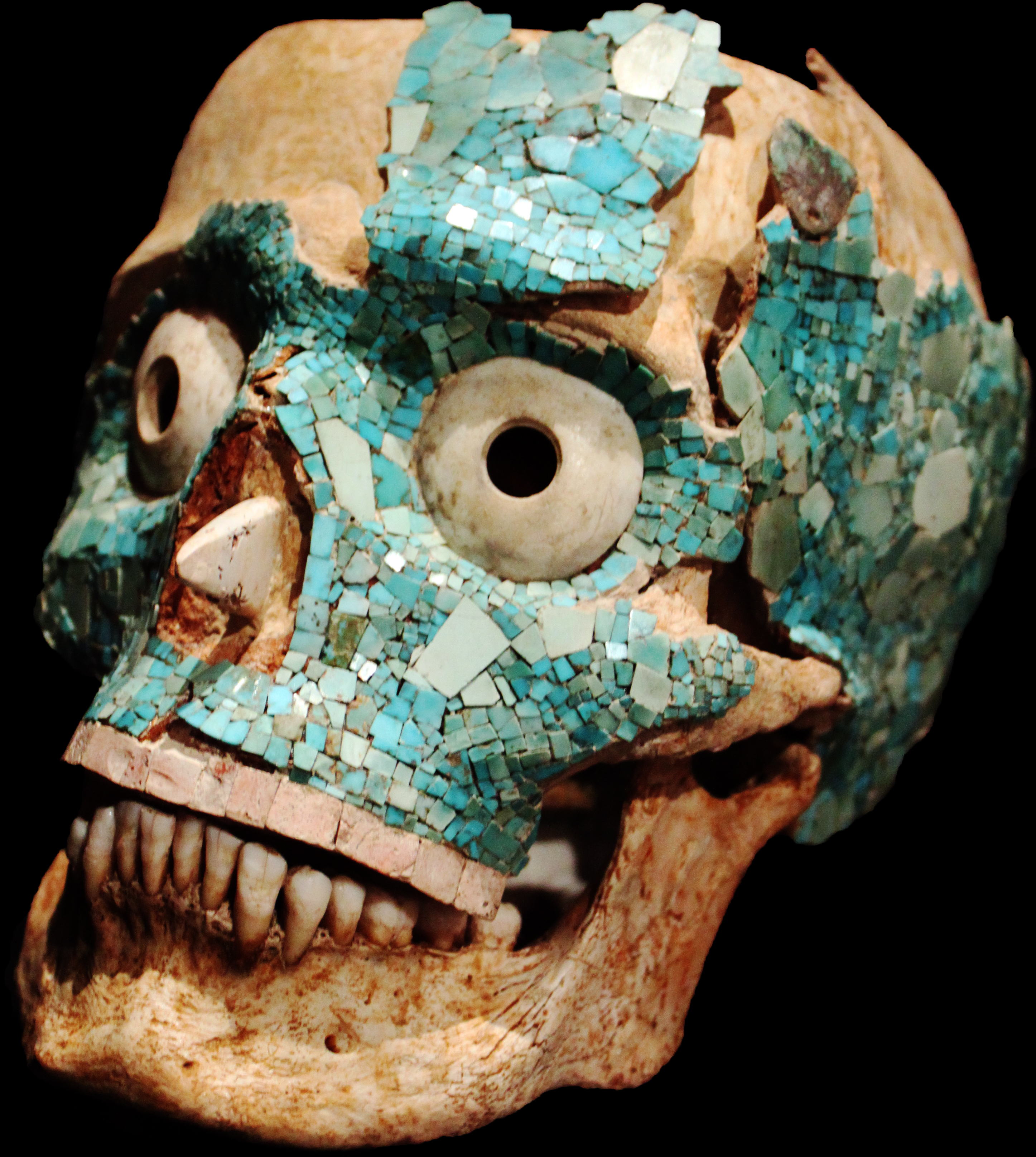
Crâne couvert de mosaïque de turquoises provenant de la tombe 7 de Monte Alban (XIVe siècle)
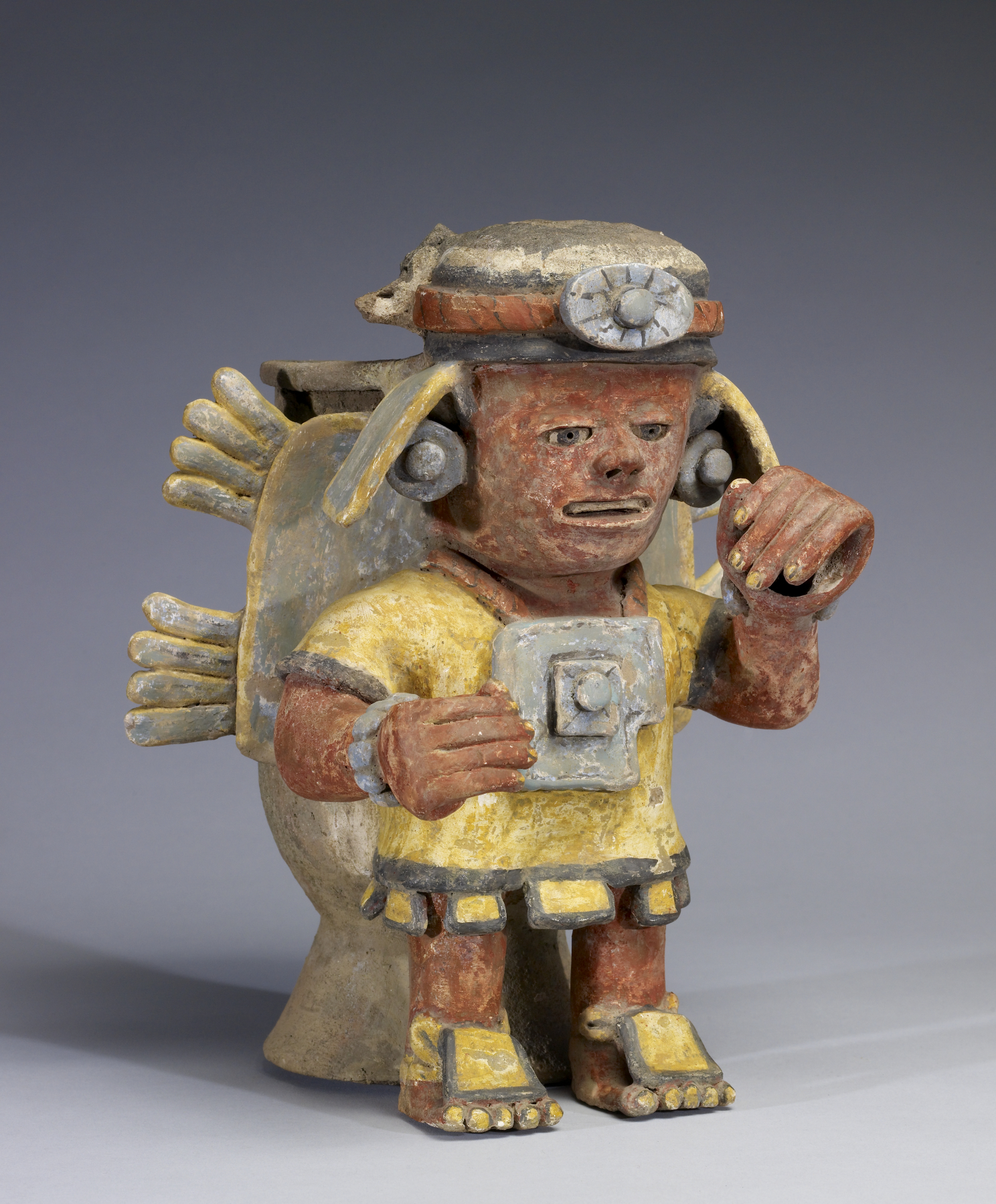
Sculpture mixtèque en céramique polychrome (postclassique tardif, Walters Art Museum).